# Robert Neill (Fußballspieler)
Robert Walker Neill (* 4. August 1853 in Gorbals; † 19. August 1928 in Perth) war ein schottischer Fußballspieler. Mit dem im Jahr 1867 gegründeten FC Queen’s Park, dem ältesten Fußballverein Schottlands, gewann er in der Anfangszeit dieser Sportart viermal den schottischen Pokal. Sein Bruder Quentin Neill war als Fußballspieler bei Queen’s Park und Lincoln City aktiv. Er starb 1901 während des Burenkriegs in Südafrika.

## Karriere und Leben
Robert Neill wurde im Jahr 1853 als Sohn eines Schulleiters in Gorbals im Süden von Glasgow geboren. Seine Fußballkarriere verbrachte Neill beim FC Queen’s Park. Er galt in dieser Zeit als einer der besten Verteidiger Schottlands. Mit der Mannschaft von Queen’s Park gewann er in den 1870er und 1880er Jahren viermal den schottischen Pokal. Beim Endspiel von 1875 fungierte Neill als Torhüter. Im Jahr 1880 beendete Neill seine Fußballkarriere, nachdem er sich im Finale des Glasgow Merchants Charity Cup gegen die Glasgow Rangers eine Knieverletzung zugezogen hatte. Für die schottische Fußballnationalmannschaft spielte er zwischen 1876 und 1880 in fünf Länderspielen. Zweimal führte er die Nationalelf dabei als Mannschaftskapitän auf das Spielfeld.
Er arbeitete später als Handelsvertreter für ein Ingenieurbüro. In den 1880er Jahren verbrachte er einige Jahre in Südamerika und heiratete bei seiner Rückkehr nach Schottland Janet Johnston. Mit seiner Frau hatte er vier Kinder, wovon zwei das Erwachsenenalter erreichten. Bei der Volkszählung von 1911 wohnte er mit seiner Familie an der Kilmarnock Road 106 im Glasgower Stadtteil Shawlands und wird als 58-jähriger Maschinenbauer und Arbeiter beschrieben. Ohne das Wissen seiner Familie wanderte er kurze Zeit später nach Australien aus. Er kam mit der SS Monaro in Fremantle, Westaustralien an wo er in einer Unterkunft der Heilsarmee lebte. Als der Erste Weltkrieg ausbrach, meldete der sich in den sechziger Jahren befindliche Neill im Mai 1917 in einem Rekrutierungsbüro in Perth als Freiwilliger für die ANZAC. Er gab dabei sein Alter mit 48 an ohne jegliche Verwandtschaftsbeziehungen zu haben. Neill bestand die körperliche Untersuchung und wurde in das Australian Mining Corps aufgenommen. In diesem wurde er zum Sappeur ernannt. Später fand man sein eigentliches Alter heraus und er wurde als „überaltert“ entlassen. Er kehrte danach in die Herberge der Heilsarmee zurück und arbeitete zuletzt als Hausmeister. Seine Frau Janet heiratete 1922 in Schottland wieder und erklärte sich auf der Heiratsurkunde als Witwe, obwohl Robert Neill noch lebte. Er starb 1928 in Perth. Der offenbar sehr angesehene Neill wurde auf dem Karrakatta Cemetery beerdigt dem eine große Menschenmenge zu gegen war.

## Erfolge
mit dem FC Queen’s Park:
- Schottischer Pokalsieger: 1874, 1875, 1876, 1880